# Drudas
Drudas település Franciaországban, Haute-Garonne megyében. Lakosainak száma 199 fő (2022. január 1.). Drudas Bellesserre, Le Burgaud, Lagraulet-Saint-Nicolas, Launac, Pelleport és Puysségur községekkel határos.

## Népesség
A település népességének változása:
| Lakosok száma | 153  | 137  | 138  | 180  | 199  | 214  | 216  | 202  | 201  | 199  |
|               | 1968 | 1982 | 1990 | 2006 | 2013 | 2015 | 2017 | 2019 | 2020 | 2022 |